# Abbaye de Valduc
L'abbaye de Valduc est un établissement monastique en activité entre 1232 et 1797.
En 1231, le duc Henri II de Brabant fonde cette abbaye avec des terres offertes aux confins de la forêt de Meerdael, dans la province du Brabant wallon, pour y accueillir une communauté de moniales de l'Ordre de Cîteaux. L'abbaye vit de l'élevage du bétail et de l'exploitation forestière. Les mois d'hiver, les moniales travaillent le lin, confectionnent des vêtements et font de la broderie.
Au XVIe siècle, l'abbaye est à son apogée et entretient d'excellentes relations avec la cour de Bourgogne et la maison de Habsbourg. En 1667, un incendie détruit l'église abbatiale et une partie des bâtiments conventuels. Au XVIIe siècle, l'abbaye est encore dévastée à plusieurs reprises, lors de pillages durant la guerre qui déchire les Pays-Bas espagnols. Durant cette période, les sœurs doivent régulièrement quitter l'abbaye, traversant la forêt pour rejoindre leur refuge à Louvain.
À la fin du XVIIIe siècle, après la seconde invasion des troupes révolutionnaires françaises qui fait suite à la bataille de Fleurus, les provinces belges sont annexées à la France. L'assemblée constituante de 1789 confisque l'abbaye, ses biens sont vendus comme biens nationaux après le départ forcé des moniales, l'acquéreur faisant abattre l'église et les bâtiments conventuels.
Les ruines changent plusieurs fois de propriétaires, puis un château y est construit, qui est toujours actuellement en mains privées et ne peut être visité.

## Situation géographique

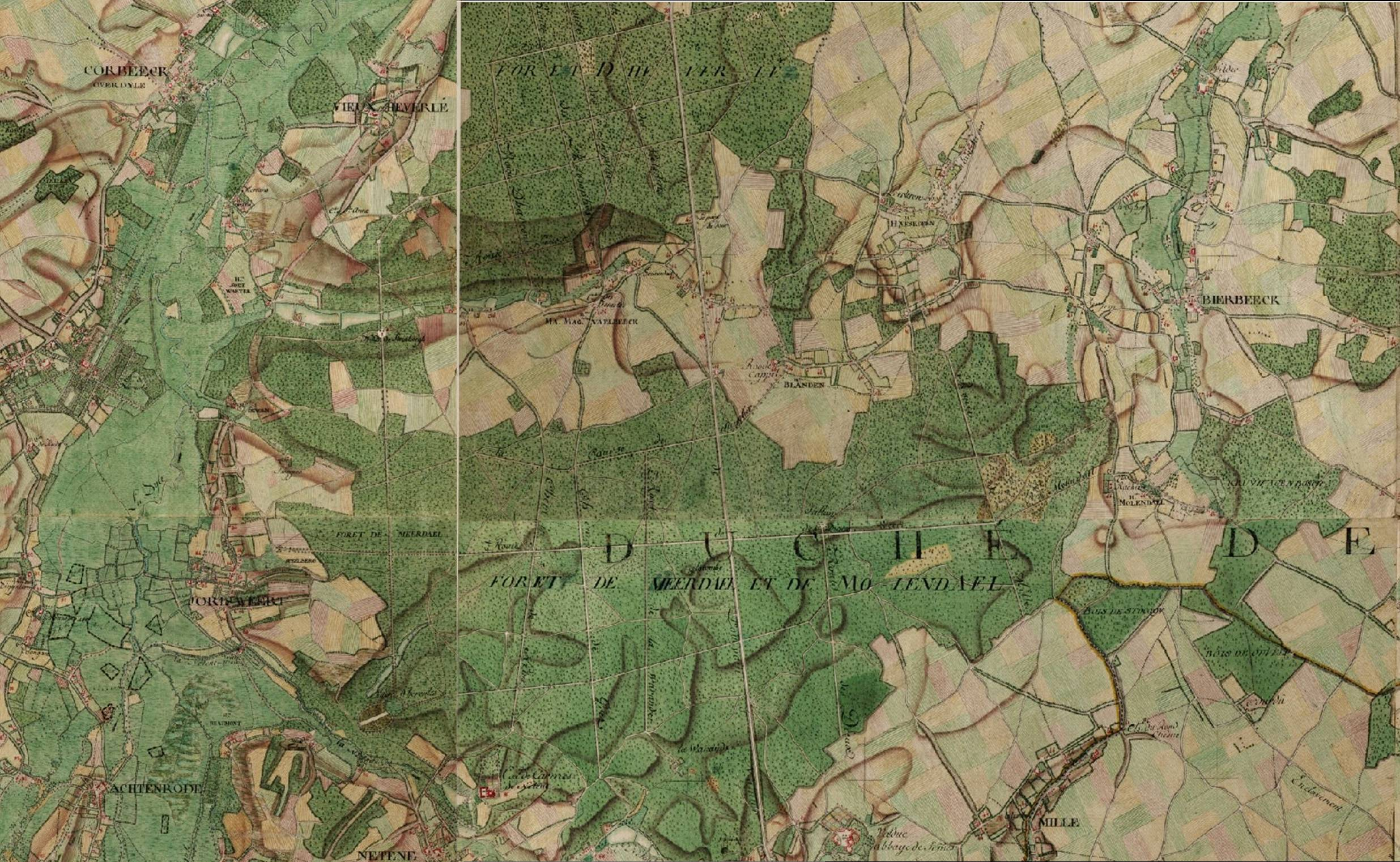
Au sud de la forêt de Meerdael est mentionné sur la carte de Ferraris (1775) : Abbaye de Valduc.

La Néthen, ruisseau dans le vallon, est déviée par un canal vers un réservoir pour y alimenter le moulin.
Le domaine de l'abbaye s’étend sur une large superficie, incluant des parties de la forêt de Meerdael. La colline jouxtant la vallée est nommée le mont Bernard, en mémoire de Saint Bernard de Clairvaux, second fondateur de l'Ordre cistercien.

## Historique

### Fondation de l'abbaye

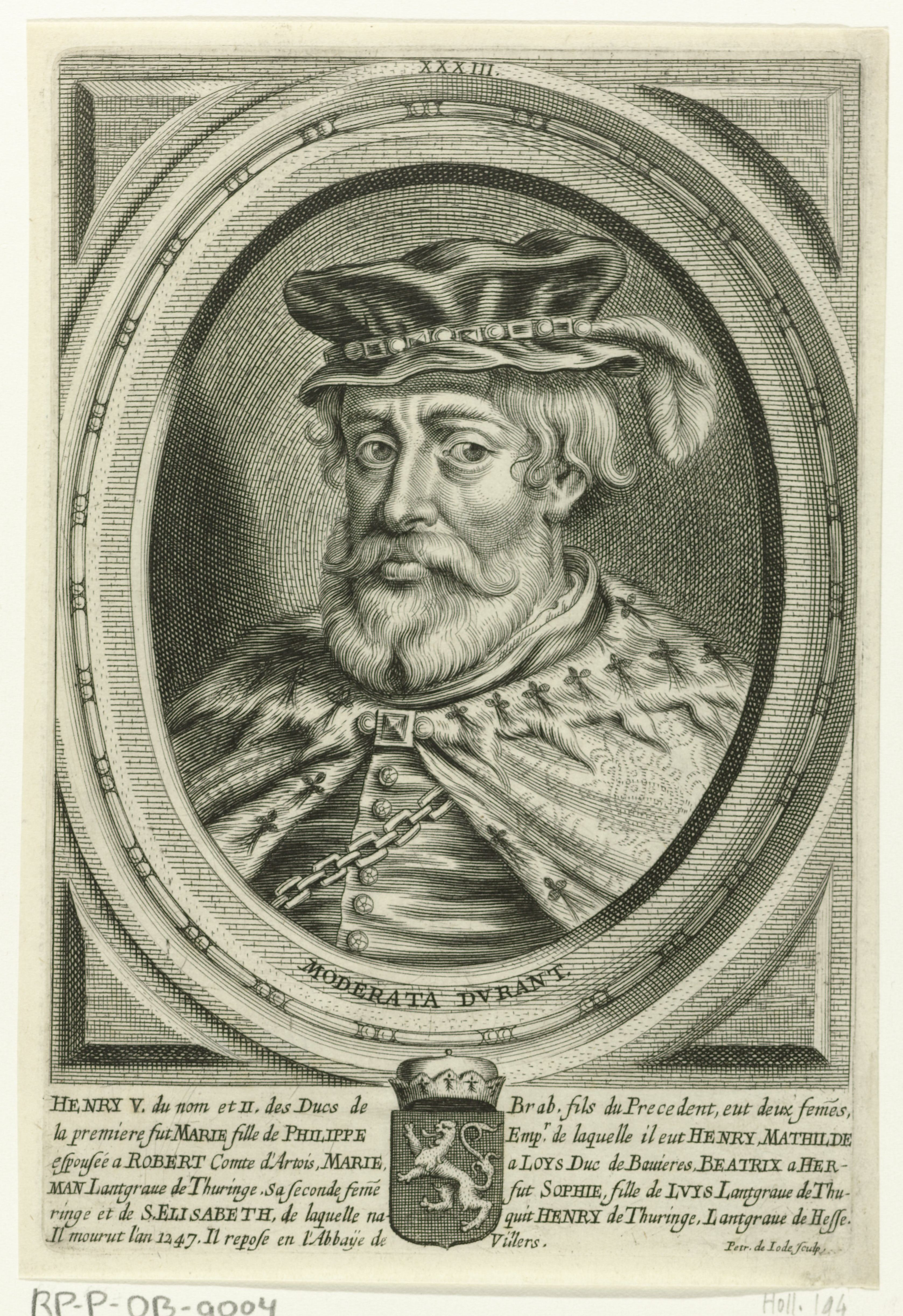
Henri II, duc de Brabant, bienfaiteur de l'abbaye.

En 1231, le duc Henri II de Brabant offre les terres et bois nécessaires à la fondation d’une abbaye dans le village de Hamme,, aux confins de la forêt de Meerdael, pour y accueillir une communauté de moniales de l'Ordre de Cîteaux. Il choisit parmi ses terres, le flanc sud de la forêt de Meerdael pour y établir l'abbaye, le flanc nord de la forêt étant une protection naturelle pour l'abbaye située plus bas dans le vallon.

### Premières années
La construction de l'édifice débute en 1232. À ses débuts, l'abbaye compte 16 moniales. Marguerite, fille du Duc Henri II de Brabant, y deviendra abbesse. Les moniales sont sous la direction spirituelle de l'abbaye cistercienne de Villers. L’abbesse est élue par la communauté, mais l'élection doit être confirmée par le Père Abbé de Villers, ainsi que par le Duc de Brabant.

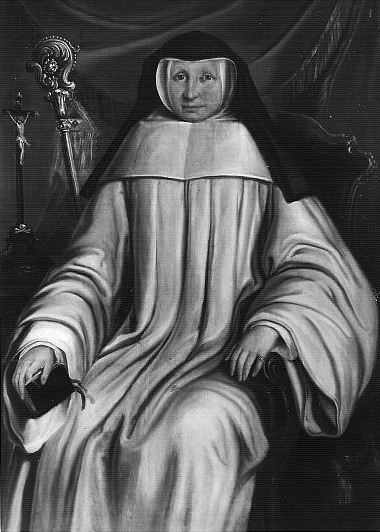
Abbesse des sœurs cisterciennes.

### Abbaye vivante
L'abbaye vit de l’élevage de bétail et de l'exploitation forestière. Elle possède un vivier, une laverie, une boulangerie, une tannerie et divers ateliers. Pendant les mois d’hiver, les moniales travaillent le lin, confectionnent des vêtements et font de la broderie. Dans leur vie monastique, la priorité est donnée à la prière personnelle et commune, dans le chant de l'Office divin, car c'est ainsi qu'elles accomplissent leur vocation à la vie contemplative.
En 1433, l'abbesse de Valduc Gertrude van Goetsenhoven confie la peinture d'un retable en bois à Jean van Molenbeke, artiste réputé de cette époque ;
Au XVIe siècle, l’abbaye est à son apogée. Une centaine de moniales vivent à Valduc.
Pendant cette période, l’abbaye entretient d’excellentes relations avec la cour de Bourgogne et la maison de Habsbourg. Ainsi, séjournent à l’abbaye, Marguerite d'York (1481), Philippe le Beau et son épouse Jeanne de Castille (1504), Marguerite d’Autriche (1508) et l’empereur Charles Quint. Ce dernier est de passage à l’abbaye en 1508 et en 1525. Charles Quint chasse dans la forêt de Meerdael et prend le repas du soir avec la communauté.

### Incendie et guerre
En 1667, un incendie détruit l’église abbatiale et une partie des bâtiments conventuels.
L’abbaye subit encore d’autres dommages. Au XVIIe siècle, l’abbaye est dévastée à plusieurs reprises lors de pillages durant la guerre qui déchire les Pays-Bas espagnols. En 1680, le pilori du village de Hamme est construit à proximité de l’abbaye.
Aux XVIIe – XVIIIe siècles, les sœurs doivent régulièrement quitter l’abbaye. Elles traversent la forêt pour rejoindre ainsi leur maison de refuge à Louvain.
Le village de Hamme est totalement détruit en 1707.
En 1750, sous le règne de l’impératrice Marie-Thérèse d'Autriche, une chaussée est construite à travers la forêt entre Louvain et Namur. Le monastère devient plus facilement accessible. Mais des litiges entre la communauté monastique de Valduc et les Ducs d’Aremberg, résidant au château d’Heverlee, surgissent. Ces derniers contestent les droits de l'abbaye sur la forêt et certains pâturages. Plusieurs procès auront ces litiges pour objet.

### Suppression de l'abbaye
À la fin du XVIIIe siècle, après la seconde invasion des troupes révolutionnaires françaises qui fait suite à la bataille de Fleurus, et la signature du traité de Campo-Formio, les provinces belges sont annexées à la France. Dès lors, les décrets révolutionnaires s'y appliquent. Notamment, le décret pris le 2 novembre 1789, par l'Assemblée constituante, confisquant les biens de l'Eglise au profit de la nation.
En 1797, à l'initiative de l’administration française du département de la Dyle, les biens de l'abbaye sont vendus comme biens nationaux après le départ forcé des moniales. Une partie des bois est vendue publiquement et, en 1800, suit la vente publique des bâtiments.
L’acquéreur de l’abbaye est Barthélemy Wéry de Bruxelles. Il abat l’église et les bâtiments conventuels. Les seules constructions restantes sont quelques étables, le moulin et la ferme.
Après 1815, le reste de la forêt est vendu par les autorités néerlandaises au Duc Prosper-Louis d’Arenberg; cet achat met un terme aux années de procédure entre le Duc et l'abbaye concernant les servitudes en forêt.

### Château de Valduc
Les ruines changent encore à quelques reprises de propriétaires, toujours entre notables de Louvain.
Le professeur Pierre Craninx de Louvain fait construire en 1867 un château sur les ruines de l’ancienne abbaye. L’architecte de ce manoir est Gérard van der Linden,.
Après lui, d’autres notables occupent le château, entre autres Albert-Edouard Janssen, professeur à l'Université catholique de Louvain, banquier et ministre d'Etat.
Le château est actuellement toujours en mains privées et ne peut être visité.

## Refuge de l'abbaye à Louvain (1414-1797)

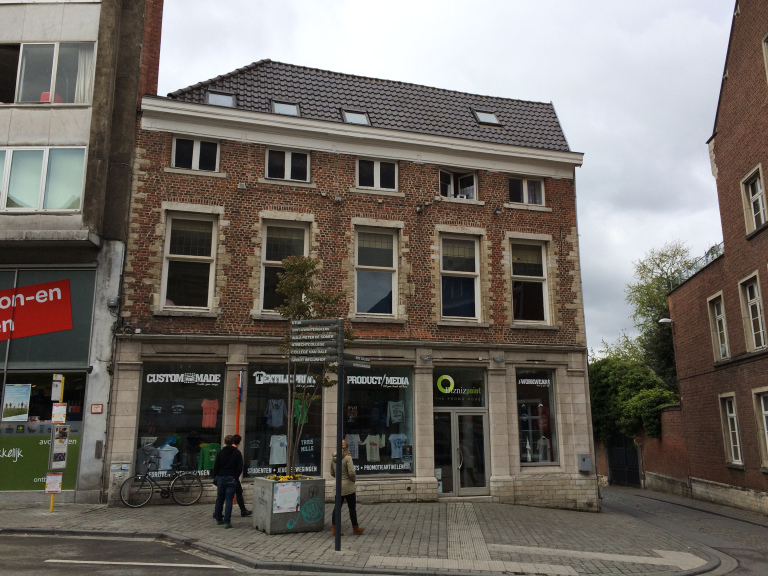
Maison de refuge à Louvain, Naamsestraat.

La maison de refuge des sœurs cisterciennes de Valduc est située à Louvain, dans la rue de Namur, en face de l’église Saint Michel, au coin de la rue Mont Saint Antoine. Cette maison de refuge a été agrandie et reconstruite à plusieurs reprises, au fil des siècles. Elle fait maintenant partie du patrimoine immobilier culturel de Louvain.